# Mount Hennessey
Mount Hennessey ist ein 2034 m hoher Berg im Norden des ostantarktischen Viktorialands. In der Salamander Range der Freyberg Mountains ragt er 3 km nördlich des Mount Tukotok auf.
Der United States Geological Survey kartierte ihn anhand eigener Vermessungen und Luftaufnahmen der United States Navy aus den Jahren von 1960 bis 1964. Das Advisory Committee on Antarctic Names benannte ihn 1969 nach dem Aerographen Raymond W. Hennessey, der 1957 auf der Hallett-Station tätig war.